# Aldebrandín de Siena
Aldebrandín de Siena (¿?-¿1287/1296/1299?) fue un médico italiano conocido por su tratado de higiene de 1256 Le Régime du corps. Vivió en Siena y Troyes.